# Girl Genius

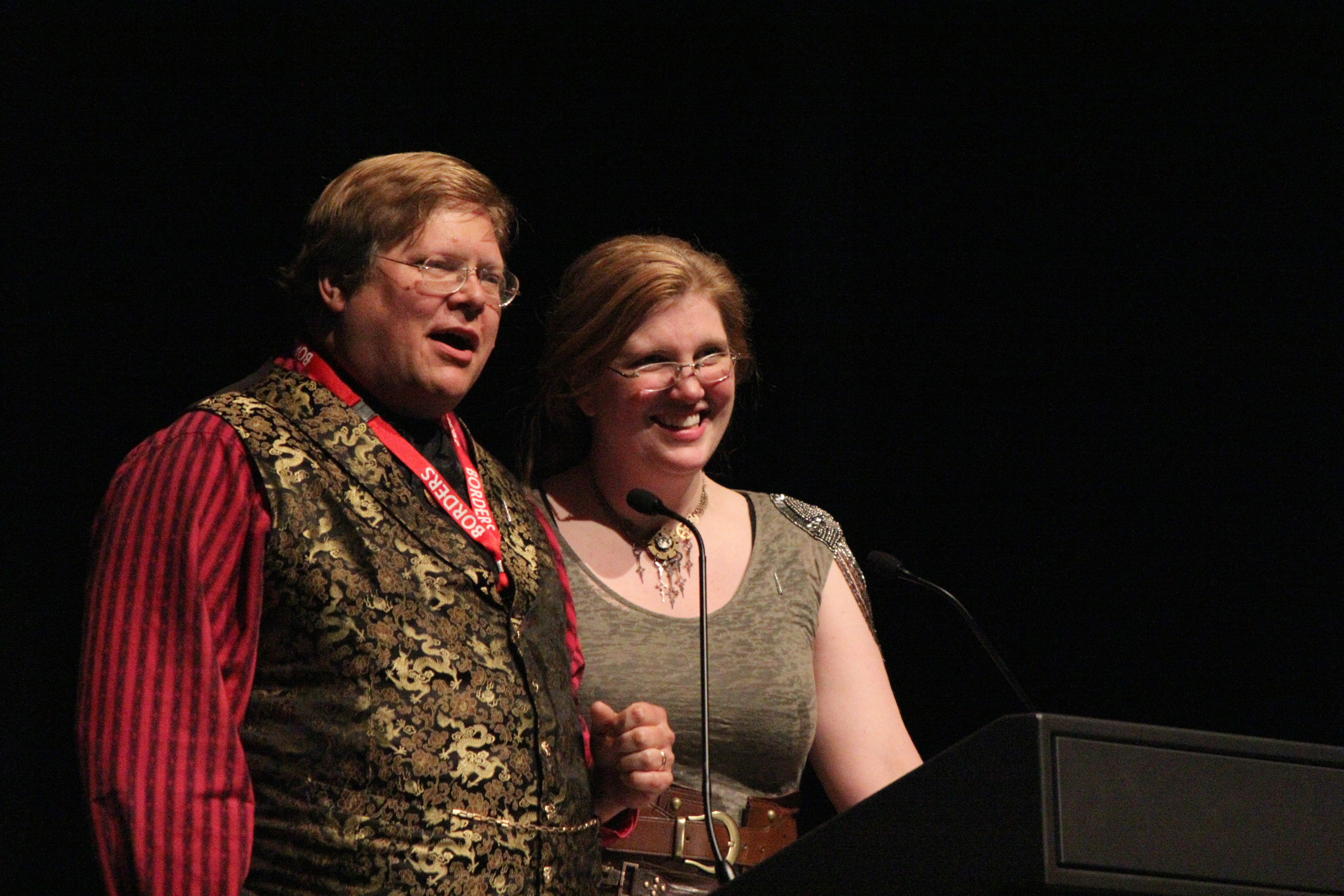
Paret Foglio tar emot Hugopriset 2010.

Girl Genius är en amerikansk tecknad serie (pågående) skriven och tecknad av Phil och Kaja Foglio, publicerad av deras företag Studio Foglio LLC under varunamnet Airship Entertainment. Seriens stil kallas av författarna för "Gaslamp Fantasy" och är en variant av steampunk.
Sedan den 18 april 2005 har Girl Genius blivit en serie på nätet och den kvartalsvisa publiceringen av serien har upphört även om samlingsalbum publiceras efterhand.

## Handling
Serien utspelar sig i ett Europa där den industriella revolutionen blev ett fullskaligt krig tack vare förekomsten av "Sparks" (gnistor) - galna vetenskapsmän med extraordinära förmågor på ett eller flera vetenskapsområden, vanligen förknippade med brist på sunt förnuft och känsla för proportioner. Huvudkaraktären, Agatha Heterodyne, är ättlingen till en familj av "Sparks", klanen Heterodyne, där de flesta är hänsynslösa skurkar, förutom hennes far Bill och hennes farbror Barry som är kända som Bröderna Heterodyne. Bröderna skapade en gyllene era i Europa och försvann sedan mystiskt vid tiden för Agathas födelse. Hennes farbror Barry återvände i hemlighet till Europa med Agatha, men försvann igen när hon var sju år gammal.
Vid början av serien så är Agatha ovetandes om sitt sanna ursprung och uppfostras av två "constructs" (artificiella varelser, ungefär som Frankensteins monster) som byggts av hennes far och farbror och lever i Beetleburg under efternamnet Clay.
Efter att ha blivit avstängd från det beryktade "Transylvania Polygnostic University" och förlorat sitt trilobit-formade hängsmycke (som hämmat hennes "Spark") så börjar hennes förmågor att visa sig vilket drar till sig uppmärksamhet från den hänsynslöse härskaren över större delen av Europa, Baron Klaus von Wulfenbach - en f.d. medhjälpare till bröderna Heterodyne och som tidigare uppvaktat Agathas mamma, dock utan bestående framgång.

## Publicerade samlingar
Allt finns att läsa här
Serierna är inte översatta men finns utgivna på engelska i följande samlingar:
| Volym | Titel                                         | Antal sidor | ISBN häfte          | ISBN hårdpärm       |
| ----- | --------------------------------------------- | ----------- | ------------------- | ------------------- |
| 1     | Agatha Heterodyne and the Beetleburg Clank    | 96          | ISBN 1-890856-19-3  | ISBN 1-890856-20-7  |
| 2     | Agatha Heterodyne and the Airship City        | 112         | ISBN 1-890856-30-4  | ISBN 1-890856-31-2  |
| 3     | Agatha Heterodyne and the Monster Engine      | 128         | ISBN 1-890856-32-0  | ISBN 1-890856-33-9  |
| 4     | Agatha Heterodyne and the Circus Of Dreams    | 128         | ISBN 1-890856-36-3  | ISBN 1-890856-37-1  |
| 5     | Agatha Heterodyne and the Clockwork Princess  | 112         | ISBN 1-890856-39-8  | ISBN 1-890856-38-X  |
| 6     | Agatha Heterodyne and the Golden Trilobite    | 150         | ISBN 1-890856-42-8  | ISBN 1-890856-41-X  |
| 7     | Agatha Heterodyne and the Voice of the Castle | 128         | ISBN 978-1890856458 | ISBN 978-1890856465 |
| 8     | Agatha Heterodyne and the Chapel of Bone      | 144         | ISBN 978-1890856472 | -                   |
| 1     | Girl Genius Omnibus 1 (volym 1-3)             | 302         | ISBN 1-890856-40-1  | -                   |